# آب‌بازسانیان دندان‌دار
آب‌بازسانیان دندان‌دار یا نهنگ‌های دندان‌دار راسته‌ای از خانواده آب‌بازان هستند که شامل نهنگ عنبر، نوک‌نهنگان، دلفین‌ها و غیره می‌شوند. همان گونه که از نام این راسته بر می‌آید، این جانوران دارای دندان در دهان خود هستند.

## کالبدشناسی

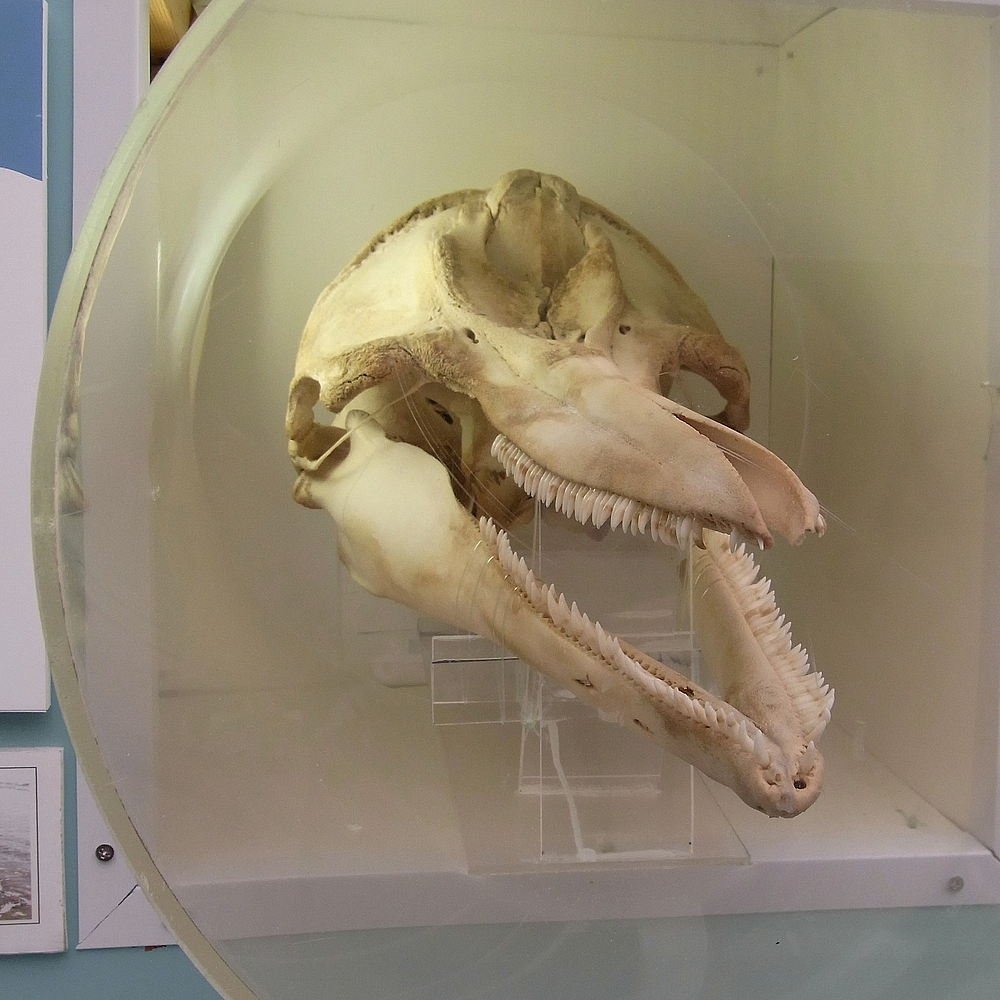
اسکلت جمجمه یک دلفین معمولی درازنوک. به نامتقارن بودن جمجمه دقت کنید.

آب‌بازان دندان‌دار دارای یک منفذ هواگیری در بالای سر خود هستند. برای بهره‌گیری از توانایی پژواک‌یابی جانوران|پژواک‌یابی، جمجمه این آبزیان نامتقارن شده‌است. مغز آن‌ها به نسبت بزرگ است، با این حال بزرگ شدن مغز پیش از فرگشت پژواک‌یابیشان پدید نیامد. ارتباط ضعیفی میان دو بخش مغز نهنگ‌های دندان‌دار وجود دارد و این وظیفه بخشی به نام ملون در جلوی سر است که مانند لنزی امواج صوتی را متمرکز کند. این جانوران تارهای صوتی ندارند و صداها و سوت‌هایی که تولید می‌کنند در درون منفذ هواگیری‌شان تولید می‌شود. آب‌بازان دندان‌دار حس چشایی خود را از دست داده‌اند و بدون غدد ترشح بزاق هستند.
به استثنای نهنگ عنبر، بیشتر آب‌بازان دندان‌دار کوچک‌تر از نهنگان بی‌دندان هستند. دندان‌ها در میان این جانوران تفاوت بسیار دارند. بعضی دلفین‌ها پردندان هستند و بیش از ۱۰۰ دندان در آرواره‌های خود دارند. از موارد استثنایی دیگر می‌توان به شبه‌نهنگ تک‌شاخ با تنها یک دندان بلند و نهنگ‌های تقریباً بی‌دندان نوک‌نهنگ، که دارای دندان‌های عجیبی تنها در میان نرها هستند، اشاره کرد. همه این گونه‌ها از دندان‌هایشان به منظور تغذیه بهره نمی‌برند، بلکه بعضی چون نهنگ عنبر آن‌ها را برای تهاجم و برتری‌جویی به کار می‌برند.

## رفتار

### تولید صدا
تولید صدا اهمیت فراوانی برای آب‌بازان دندان‌دار دارد. در حالی که بسیاری از گونه‌ها صداهای متنوعی را به منظور ارتباط با اعضای گروهشان تولید می‌کنند، برای تقریباً همه این جانوران تولید صدا روشی به منظور موقعیت‌یابی صوتی است. نهنگ‌های عنبر صداهایی با بسامد پایین (تا بیشینه ۵۰ هرتز) تولید می‌کنند، حال آنکه دیگر گونه‌ها (گرازماهی‌ها همچنین گونه‌هایی چون دلفین هکتور عضو خانواده سیاه‌سفیدها) صداهایی با بسامد متوسط یا بالا از خود درمی‌آورند. بسیاری از گونه‌های دلفین دارای تپ‌هایی در باند پهن هستند.

### حرکت
بیشتر گونه‌های دلفین با سرعت بالایی شنا می‌کنند. گونه‌های کوچکتر موج‌سواری می‌کنند و بر روی موج‌های تولیدشده توسط کشتی‌ها می‌پرند. بسیاری اوقات می‌توان دلفین‌ها را در حال انجام این کار دید. بعضی دیگر نیز به خاطر حرکات آکروباتیک خود در هنگام پرش از آب نامدار هستند، برای نمونه دلفین چرخان.

## تأثیر انسان

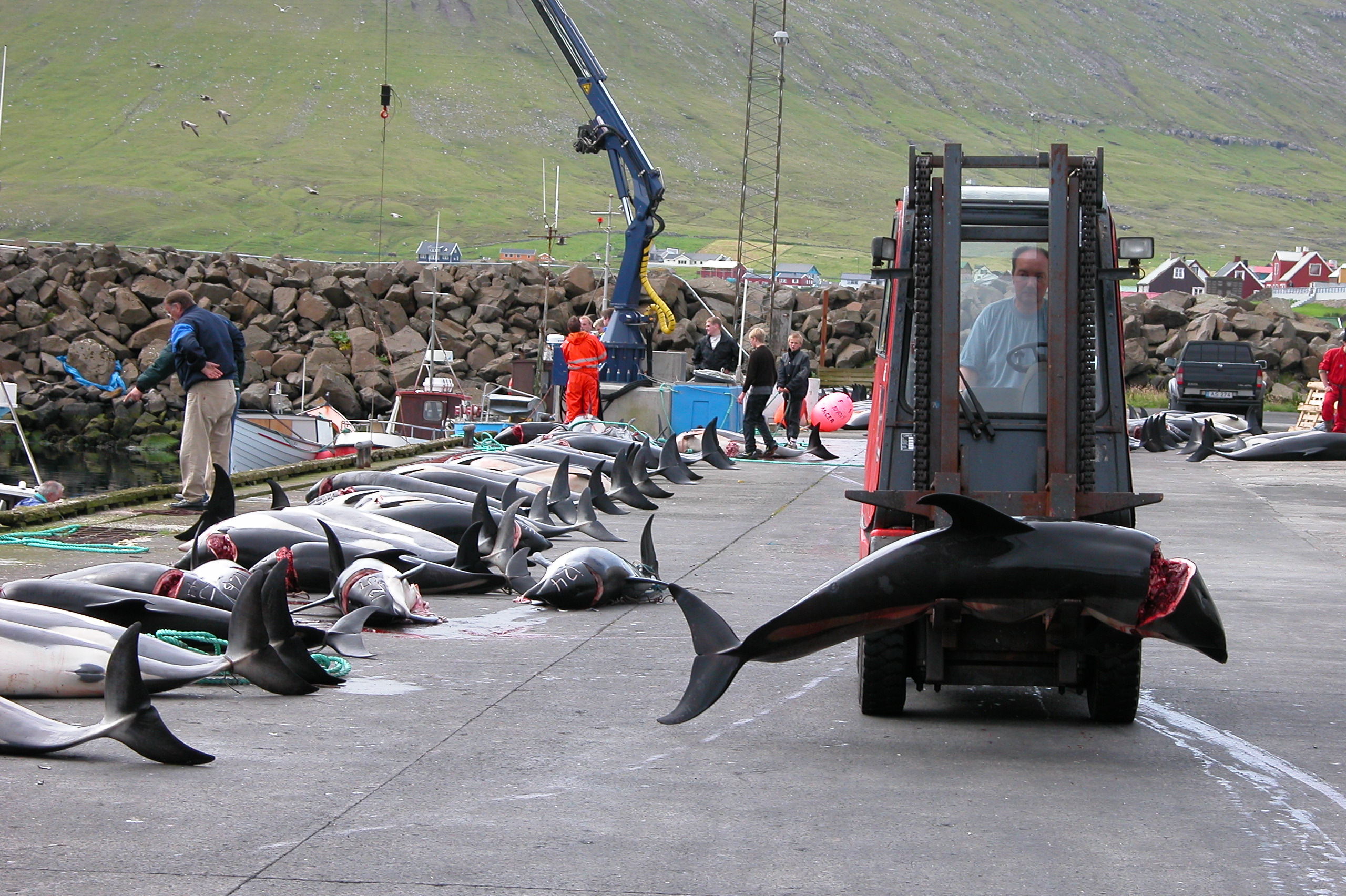
تاثیر انسان در زیست دلفین ها

دلفین‌های کوچک آسیب‌هایی از فعالیت‌های انسانی دیده‌اند. از جمله فعالیت‌هایی که سبب این آسیب‌ها شده‌است می‌توان به موارد زیر اشاره کرد:
شکار، گیر افتادن در تورهای ماهیگیری، رقابت با ماهیگیران، کمبود ماهی، گردشگری (نهنگ‌بینی و درمان به وسیله دلفین‌ها)، زنده‌گیری به منظور نمایش یا پژوهش، نابودی زیست‌بوم یا کاهش قلمرو، فعالیت‌های صنعتی یا نظامی، آلودگی شیمیایی، بیماری و دگرگونی‌های اقلیمی.
نگهداری دلفین‌ها (برای نمونه دلفین‌های پوزه‌بطری، نهنگ‌های قاتل و نهنگ سفید) در اسارت به منظور نمایش در پارک‌های نمایش پستانداران دریایی، از جمله دلایل اصلی زنده‌گیری این جانوران است. این جانوران در شرایطی در این پارک‌ها نگه داشته می‌شوند که نیاز به محیط زندگی وسیع دارند.
نهنگ عنبر برای مدت‌های طولانی به دلایل تجاری شکار می‌شد. در حالی که هنوز نیز تعداد کمی از دلفین‌ها، مانند نهنگ خلبان، شکار می‌شوند، بیشترین تهدید از جانب شکارچیان برای آن‌ها گیر افتادن در تورهای فلزی شکار ماهیان اقیانوسی است.
هم‌اکنون هیچ پیمان بین‌المللی که آب‌بازان کوچک را زیر پشتیبانی خود گیرد وجود ندارد، با این حال «انجمن بین‌المللی شکار نهنگ» تلاش کرده‌است تا محدوده اختیارات خود را به آن‌ها نیز بکشاند. توافقنامه حفاظت از آب‌بازان کوچک دریای بالتیک، شمال شرقی اطلس، ایرلند و دریاهای شمالی به منظور پشتیبانی از همه نهنگ‌های کوچک مناطق نامبرده در سال ۱۹۹۱ به امضا رسید. در پی آن، پیمان مشابهی با نام توافقنامه حفاظت از آب‌بازان دریای سیاه، مدیترانه و منطقه اطلس در سال ۱۹۹۶ نهایی شد. کنوانسیون بن برنامه محیط زیست ملل متحد هم‌اکنون هفت آب‌باز دندان‌دار را در پیوست یک و ۳۷ گونه یا جمعیت را در پیوست دوم خود پوشش می‌دهد. همه نهنگ‌ها (کوچک یا بزرگ) در سیاهه سایتس قرار دارند. این بدان معنا است که داد و ستد بین‌المللی آن‌ها و فرآورده‌های به دست آمده از آن‌ها بسیار محدود و ناچیز است.

## رده‌بندی
- راسته آب‌بازسانان
  - زیرراسته آب‌بازسانیان دندان‌دار: نهنگ‌های دندان‌دار
    - خانواده دلفین‌سانان: دلفین‌های اقیانوسی
      - سرده کچه‌ماهی‌ها
        - دلفین معمولی درازنوک، Delphinus capensis
        - دلفین معمولی کوتاه‌نوک، Delphinus delphis

      - سرده پهلوسفیدکچه‌ماهی‌ها
        - دلفین فریزر، Lagenodelphis hosei

      - سرده گوژدلفین‌ها
        - دلفین گوژپشت اقیانوس آرام، Sousa chinensis
        - دلفین گوژپشت هندی، Sousa plumbea
        - دلفین گوژپشت اطلس، Sousa teuszii

      - سرده لاغردلفین‌ها
        - دلفین خال‌دار اطلس، Stenella frontalis
        - دلفین چرخان پوزه‌کوتاه، Stenella clymene
        - دلفین خال‌دار گرمسیری، Stenella attenuata
        - دلفین چرخان، Stenella longirostris
        - دلفین نواری، Stenella coeruleoalba

      - سرده پوزه‌بطری‌ها
        - دلفین پوزه‌بطری معمولی، Tursiops truncatus
        - دلفین پوزه‌بطری گرمسیری، Tursiops aduncus
        - دلفین بورونان، Tursiops australis

      - سرده سیاه‌سفیدها
        - دلفین شیلی، Cephalorhynchus eutropia
        - دلفین راسو، Cephalorhynchus commersonii
        - دلفین جنوب آفریقا، Cephalorhynchus heavisidii
        - دلفین هکتور، Cephalorhynchus hectori

      - سرده گوی‌سرها
        - دلفین صاف شمالی، Lissodelphis borealis
        - دلفین صاف جنوبی، Lissodelphis peronii

      - سرده کشنده‌های کوچک
        - نهنگ قاتل کوتوله، Feresa attenuata

      - سرده گوی‌سرها
        - نهنگ خلبان باله‌بلند، Globicephala melas
        - نهنگ خلبان باله‌کوتاه، Globicephala macrorhynchus

      - سرده گردسرها
        - دلفین یونس، Grampus griseus

      - سرده پخ‌باله‌ها
        - دلفین نهنگی پوزه‌کوتاه، Orcaella brevirostris
        - دلفین پخ‌باله استرالیایی، Orcaella heinsohni

      - سرده گرگ‌های دریا
        - نهنگ قاتل، Orcinus orca

      - سرده نهنگ سرخربزه‌ای
        - نهنگ سرخربزه‌ای، Peponocephala electra

      - سرده دندان‌کلفت‌ها
        - نهنگ دندان‌کلفت، Pseudorca crassidens

      - سرده بطری‌بینی‌ها
        - دلفین بطری‌بینی رودی، Sotalia fluviatilis
        - دلفین گویان، Sotalia guianensis

      - سرده پوزه‌باریک‌ها
        - دلفین سخت‌دندان، Steno bredanensis

      - سرده پهلوسفیدها
        - دلفین پهلوسفید اطلس، Lagenorhynchus acutus
        - دلفین سربی، Lagenorhynchus obscurus
        - دلفین ساعت شنی، Lagenorhynchus cruciger
        - دلفین پهلوسفید آرام، Lagenorhynchus obliquidens
        - دلفین چانه‌سیاه، Lagenorhynchus australis
        - دلفین نوک‌سفید، Lagenorhynchus albirostris

    - خانواده تک‌دندانان
      - سرده قناری‌های دریا
        - نهنگ سفید، Delphinapterus leucas

      - سرده تک‌دندان
        - شبه‌نهنگ تک‌شاخ، Monodon monoceros

    - خانواده گرازماهیان
      - سرده بی‌باله‌ها
        - گرازماهی بی‌باله، Neophocaena phocaenoides

      - سرده گرازماهی‌ها
        - گرازماهی بندری، Phocoena phocaena
        - گرازماهی کالیفرنیا، Phocoena sinus
        - گرازماهی عینکی، Phocoena dioptrica
        - گرازماهی بورمایستر، Phocoena spinipinnis

      - سرده گرازماهی‌نماها
        - گرازماهی پهلوسفید، Phocoenoides dalli

    - خانواده نهنگان عنبر
      - سرده عنبری‌ها
        - نهنگ عنبر، Physeter macrocephalus

    - خانواده کوچک‌عنبریان
      - سرده کوچک‌عنبری‌ها
        - نهنگ عنبر ریزقد، Kogia breviceps
        - نهنگ عنبر کوتوله، Kogia sima

    - خانواده نوک‌نهنگان
      - سرده سیاه‌دلفین‌ها
        - نوک‌نهنگ بزرگ، Berardius arnuxii
        - نوک‌نهنگ بیرد، Berardius bairdii

      - سرده نهنگان پوزه‌بطری
        - نهنگ پوزه‌بطری شمالی، Hyperoodon ampullatus
        - نهنگ پوزه‌بطری جنوبی، Hyperoodon planifrons

      - سرده هندوآرام‌ها
        - نهنگ پوزه‌بطری گرمسیری، Indopacetus pacificus

      - سرده میان‌دندان‌ها
        - نوک‌نهنگ ساوربی، Mesoplodon bidens
        - نوک‌نهنگ پهن‌دندان، Mesoplodon bowdoini
        - نوک‌نهنگ هابز، Mesoplodon carlhubbsi
        - نوک‌نهنگ بلنویل، Mesoplodon densirostris
        - نوک‌نهنگ آنتیل، Mesoplodon europaeus
        - نوک‌نهنگ ژینکودندان، Mesoplodon ginkgodens
        - نوک‌نهنگ گری، Mesoplodon grayi
        - نوک‌نهنگ هکتور، Mesoplodon hectori
        - نوک‌نهنگ لایارد، Mesoplodon layardii
        - نوک‌نهنگ ترو، Mesoplodon mirus
        - نوک‌نهنگ کوتوله، Mesoplodon peruvianus
        - نوک‌نهنگ پرین، Mesoplodon perrini
        - نوک‌نهنگ برینگ، Mesoplodon stejnegeri
        - نوک‌نهنگ بیل‌دندان، Mesoplodon bahamondi

      - سرده نهنگ‌های تاسمان
        - نهنگ تاسمانی، Tasmacetus shepherdi

      - سرده نهنگ غازنوک
        - نهنگ غازنوک، Ziphius cavirostris

    - خانواده روددلفین‌واران
      - سرده کوردلفین‌ها
        - دلفین رودخانه‌ای گنگ و ایندوس، Platanista gangetica

    - خانواده اورینوکوئیان
      - سرده دلفین‌های اورینوکو
        - دلفین رودخانه‌ای بولیوی، Inia boliviensis
        - دلفین رودخانه‌ای آمازون، Inia geoffrensis

    - خانواده به‌جاماندگان
      - سرده به‌جامانده‌ها
        - دلفین رودخانه‌ای چین، Lipotes vexillifer

    - خانواده دلفینان دریاکنار
      - سرده دریاکنارها
        - دلفین لاپلاتا، Pontoporia blainvillei

## یادداشت
1. ↑  ASCOBANS: Agreement on the Conservation of Small Cetaceans of the Baltic, North East Atlantic, Irish and North Seas
2. ↑  ACCOBAMS: Agreement on the Conservation of Cetaceans in the Black Sea, Mediterranean Sea and contiguous Atlantic area Seas
3. ↑  Appendix I
4. ↑  Appendix II
5. ↑  کنوانسیون تجارت بین‌المللی گونه‌های گیاهی و جانوری وحشی در معرض خطر انقراض